# Golden Raspberry Awards 1991
De Golden Raspberry Awards 1991 was het twaalfde evenement rondom de uitreiking van de Golden Raspberry Awards. De uitreiking werd gehouden op 29 maart 1992 in het Hollywood Roosevelt Hotel voor de slechtste prestaties binnen de filmindustrie van 1991.

## Genomineerden en winnaars
| "Winnaar"* |

| Categorie | Nominaties |
| --- | ---------- |
| Slechtste film |            |
| Hudson Hawk (TriStar Pictures) |            |
| Cool as Ice (Universal) |            |
| Dice Rules (Seven Arts) |            |
| Nothing But Trouble (Warner Bros.) |            |
| Return to the Blue Lagoon (Columbia)                                                                                                  |            |
| Slechtste acteur |            |
| Kevin Costner in Robin Hood: Prince of Thieves                                                                                        |            |
| Andrew Dice Clay in Dice Rules |            |
| Sylvester Stallone in Oscar |            |
| Vanilla Ice in Cool as Ice |            |
| Bruce Willis in Hudson Hawk |            |
| Slechtste actrice |            |
| Sean Young (als The Twin Who Survives) in A Kiss Before Dying                                                                         |            |
| Kim Basinger in The Marrying Man |            |
| Sally Field in Not Without My Daughter                                                                                                |            |
| Madonna (als zichzelf) in Truth or Dare                                                                                               |            |
| Demi Moore in The Butcher's Wife en Nothing But Trouble                                                                               |            |
| Slechtste mannelijke bijrol |            |
| Dan Aykroyd in Nothing But Trouble |            |
| Anthony Quinn in Mobsters |            |
| Christian Slater in Mobsters en Robin Hood: Prince of Thieves                                                                         |            |
| John Travolta in Shout |            |
| Richard E. Grant in Hudson Hawk |            |
| Slechtste vrouwelijke bijrol |            |
| Sean Young (als The Twin Who's Murdered) in A Kiss Before Dying                                                                       |            |
| Sandra Bernhard in Hudson Hawk |            |
| John Candy in Nothing But Trouble |            |
| Julia Roberts in Hook |            |
| Marisa Tomei in Oscar |            |
| Slechtste regisseur |            |
| Michael Lehmann voor Hudson Hawk |            |
| Dan Aykroyd voor Nothing But Trouble'                                                                                                 |            |
| David Kellogg voor Cool as Ice |            |
| John Landis voor Oscar |            |
| William A. Graham voor Return to the Blue Lagoon                                                                                      |            |
| Slechtste scenario |            |
| Hudson Hawk, scenario door Steven E. de Souza en Daniel Waters, verhaal door Bruce Willis en Robert Kraft                             |            |
| Cool as Ice, geschreven door David Stenn                                                                                              |            |
| Dice Rules, concert materiaal geschreven door Andrew Dice Clay; "A Day in The Life" geschreven door Lenny Schulman, verhaal door Clay |            |
| Nothing But Trouble, scenario door Dan Aykroyd, verhaal door Peter Aykroyd                                                            |            |
| Return to the Blue Lagoon, scenario door Leslie Stevens, gebaseerd op de roman "The Garden of God" door Henry De Vere Stacpoole       |            |
| Slechtste nieuwe ster |            |
| Vanilla Ice in Cool as Ice |            |
| Brian Bosworth in Stone Cold |            |
| Brian Krause in Return to the Blue Lagoon                                                                                             |            |
| Kristin Minter in Cool as Ice |            |
| Milla Jovovich in Return to the Blue Lagoon                                                                                           |            |
| Slechtste originele lied |            |
| "Addams Groove" uit The Addams Family, geschreven door MC Hammer en Felton C. Pilate II                                               |            |
| "Cool as Ice" uit Cool as Ice, geschreven door Vanilla Ice, Gail King en Princess                                                     |            |
| "Why Was I Born (Freddy's Dead)" uit Freddy's Dead: The Final Nightmare, geschreven door James Osterberg en Whitehorn                 |            |

1980 ·
1981 ·
1982 ·
1983 ·
1984 ·
1985 ·
1986 ·
1987 ·
1988 ·
1989 ·
1990 ·
1991 ·
1992 ·
1993 ·
1994 ·
1995 ·
1996 ·
1997 ·
1998 ·
1999 ·
2000 ·
2001 ·
2002 ·
2003 ·
2004 ·
2005 ·
2006 ·
2007 ·
2008 ·
2009 ·
2010 ·
2011 ·
2012 ·
2013 ·
2014 ·
2015 ·
2016 ·
2017 ·
2018 ·
2019 ·
2020 ·
2021 ·
2022 ·
2023 ·
2024